# Awassa Kenema Stadium
El Estadio Hawassa Kenema también llamado Hawassa International Stadium es un estadio multiusos ubicado en la ciudad de Hawassa, región de Sidama, Etiopía. Se utiliza principalmente para partidos de fútbol y sirve como estadio local del Hawassa City SC de la Liga etíope de fútbol. El estadio inaugurado en 2015 posee una capacidad actual para 25.000 personas, y se estima que su capacidad final llegara a las 60.000 personas.
El recinto es el tercer estadio en el país aprobado por la FIFA para la realización de partidos internacionales, después del Estadio de Adís Abeba y del Estadio Bahir Dar.

## Historia
El estadio fue uno de los tres recintos en acoger la Copa CECAFA 2015 en noviembre de aquel año. 
El estadio acogió el partido el partido de Clasificación para la Copa Africana de Naciones de 2017 entre la Selección de fútbol de Etiopía y Seychelles el 3 de septiembre de 2016, después de recibir la aprobación de la Confederación Africana de Fútbol. 
El estadio acogió la victoria del Welayta Dicha FC sobre el Zamalek egipcio por 2-1, en el partido de ida de la ronda preliminar de la Copa Confederación de la CAF 2018. 
En 2018, el estadio acogió el partido de la Clasificación para la Copa Africana de Naciones de 2019 jugado entre Etiopía y Sierra Leona. 
En abril de 2018, el estadio acogió una manifestación en favor del primer ministro etíope, Abiy Ahmed Ali, al que asistieron unas 60.000 personas.